# Gaulby
 (octobre 2023).
Gaulby est une paroisse civile et un village du Leicestershire, en Angleterre.